# Sara Malakul Lane
Sara Malakul Lane (thaï : ซา ร่า มาลา กุล เลน ; née le 1er février 1983) est une actrice américaine, et anciennement mannequin. Elle est apparue dans de nombreux films thaïlandais et hollywoodiens. Elle a notamment tenu le premier rôle féminin dans la franchise Kickboxer.
Elle est mariée à Patrick Grove et ils ont un fils, Zander.

## Biographie
Sara Malakul Lane est née à Guam d'un père écossais et d'une mère thaïlandaise, membre de la dynastie Chakri et descendante directe de Rama Ier et Rama II du Siam. Elle a grandi entre le Royaume-Uni et Bangkok où elle a étudié à l'École internationale Nist. Elle vit maintenant[Quand ?] à Singapour.
Après avoir été mannequin, elle a commencé sa carrière d'actrice à l'âge de 15 ans, dans une série télévisée.  Elle a joué dans des feuilletons thaïlandais avant de déménager en Amérique.
En 2003, pour son premier rôle dans un film hollywoodien, elle a joué avec Steven Seagal dans Un aller pour l'enfer.

## Filmographie

### Télévision
- 2000 Hujai Song Pak : Tawanshie (avec Art Supawatt Purdy)

### Longs-métrages
- 2018 Kickboxer : L'Héritage : Liu
- 2017 Halloween Pussy Trap Kill ! Kill ! : Amber Stardust
- 2016 Beyond the Gates : Dahlia
- 2016 Wishing for a Dream : Mika Andrews
- 2016 Disposition (court métrage) : Sarah Hitchens
- 2016 Kickboxer: Vengeance : Liu
- 2016 The Valley Drowner : Scarlet
- 2015 Shark Lake : Meredith Hernandez
- 2015 Manuel de survie à l'apocalypse zombie (Scouts Guide to the Zombie Apocalypse) : Beth Daniels
- 2015 Sun Choke : Savannah
- 2015 Cowboys vs Dinosaurs : Dr. Sinclair
- 2015 Buddy Hutchins (en) : Evelyn
- 2014 Jurassic City : Mandy
- 2014 Pernicious : Samorn
- 2014 Pretty Perfect : Jessica
- 2014 Jailbait : Anna Nix
- 2013 100 Degrees below Zero : Taryn Foster
- 2012 12/12/12 : Veronica
- 2011 Baby, We'll Be Fine (court métrage) : Her
- 2011 The Wayshower : Maylene
- 2010 Sharktopus (téléfilm) : Nicole Sands
- 2008 Tied in Knots : Kate
- 2005 Match Point : Net
- 2005 Dumber Heroes : Gaywarin
- 2005 Nature Unleashed: Volcano : Angela
- 2003 Un aller pour l'enfer (Belly of the Beast) : Jessica Hopper